# Vila Chã (Esposende)
Vila Chã is een plaats (freguesia) in de Portugese gemeente Esposende en telt 1410 inwoners (2001).

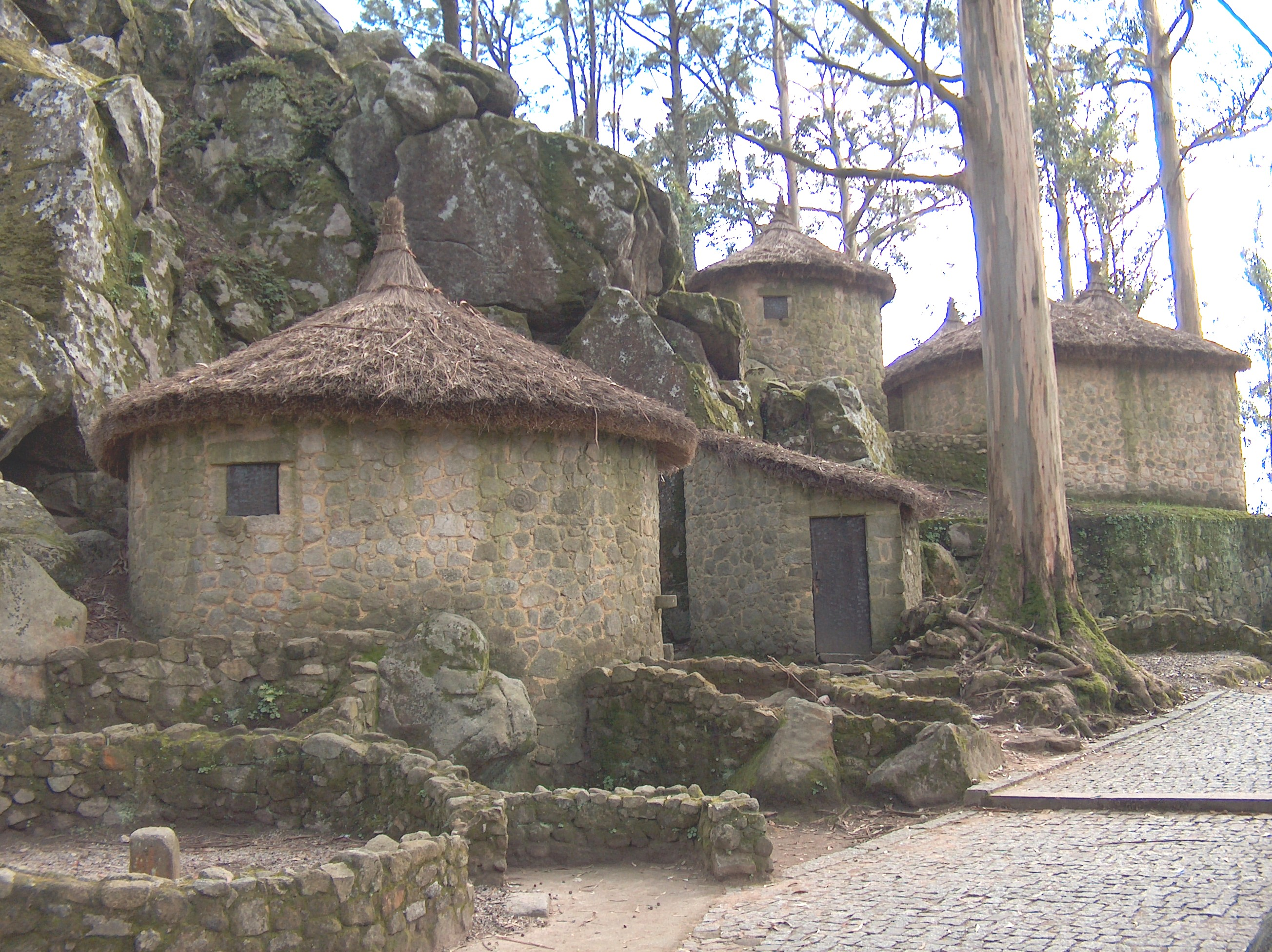